# Demi-épée

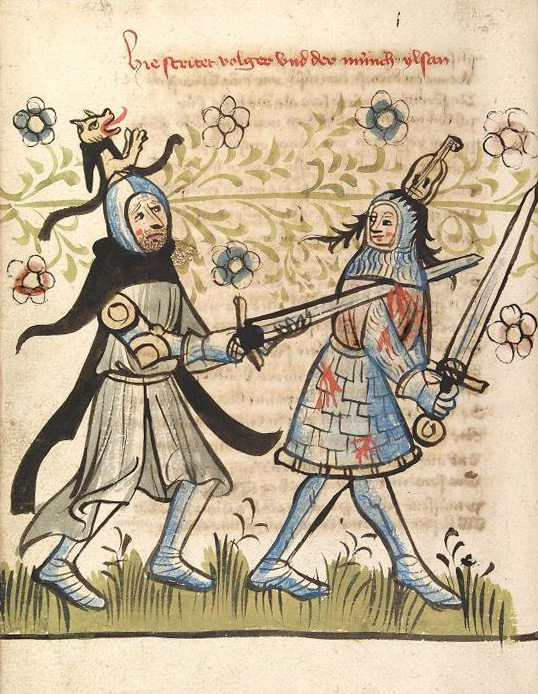
Un exemple ancien (Codices Palatini germanici 359, vers 1418) de la technique de demi-épée : Islan le moine porte l'estoc contre Volker le ménestrel (le pouce gauche est visible).

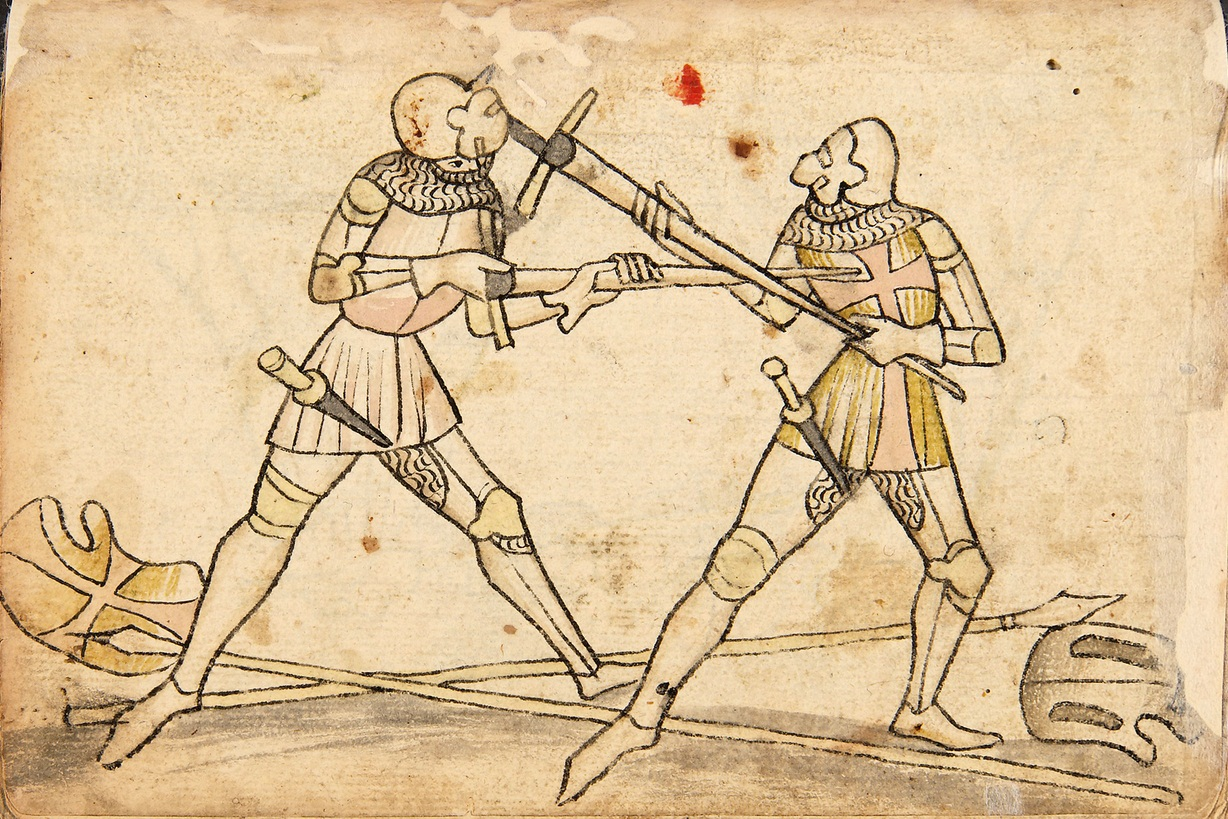
Folio du Codex Wallerstein, montrant une parade de demi-épée contre un « coup bas ».

La demi-épée (de l'allemand Halbschwert) est un style d'attaque avec une épée, en escrime médiévale. 

## Technique
Cette technique est principalement utilisée avec une épée à deux mains : prise avec la main gauche sur le milieu de la lame, la main droite tenant la poignée de l'épée. Cette position permet de pourfendre avec plus de précision et de force. Cette technique est nécessaire lorsque l'on affronte un adversaire en armure de plates, bien trop résistantes. On utilise alors la garde et le pommeau pour frapper et contre-attaquer. 
Il est également possible de changer totalement la manière de tenir l'épée, en la tenant par la lame avec les deux mains et, ainsi, de s'en servir comme d'un marteau. Les marteaux sont en effet plutôt efficaces contre les armures de plates. De cette manière, l’attaquant gagne plus d'inertie et donc plus de puissance de frappe, mais perd en maniabilité. Il est aussi plus difficile de rediriger un coup déjà lancé.